# Old Sarum

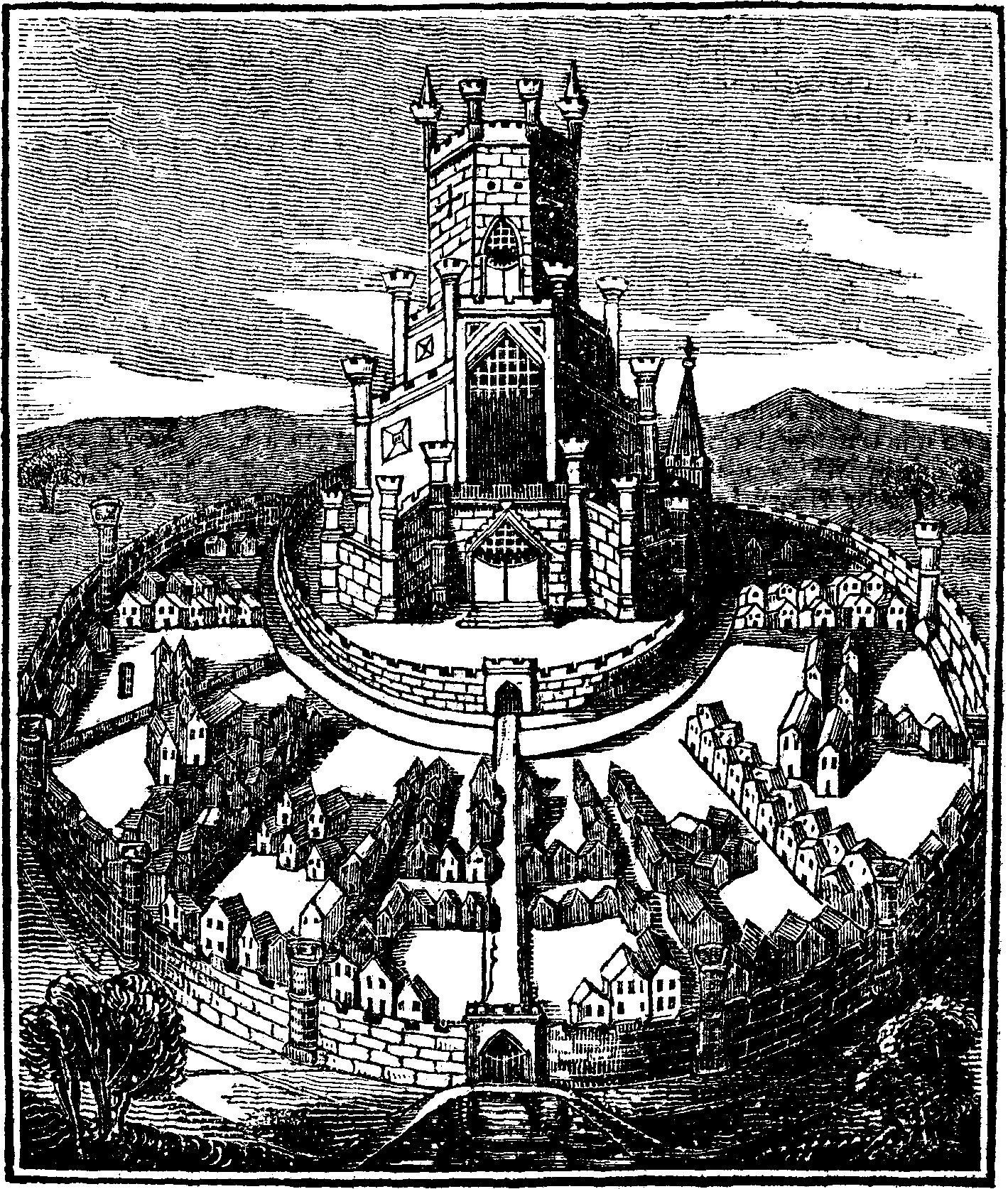
Dibujo de Old Sarum.

Old Sarum son las ruinas de un asentamiento desierto sobre una colina situada aproximadamente a dos millas al norte de Salisbury, en Inglaterra. Contiene evidencias de presencia humana alrededor del año 3000 a. C. Es mencionado en muchos libros antiguos sobre el país. Hasta 1832 fue uno de los más significativos burgos podridos, dado que a pesar de la escasísima población de su distrito (siete electores) continuaba enviando dos miembros a la Cámara de los Comunes, como en la Edad Media, cuando era una ciudad catedralicia de relativa importancia, que con el tiempo se abandonó en beneficio de la vecina Salisbury.
Old Sarum era originariamente una colina-fuerte situado estratégicamente en la conjunción de dos caminos y el río Avon en Hampshire. Actualmente existe un museo administrado por English Heritage que está abierto al público en la carretera del Castillo a dos millas al norte de Salisbury vía A345.

## Historia

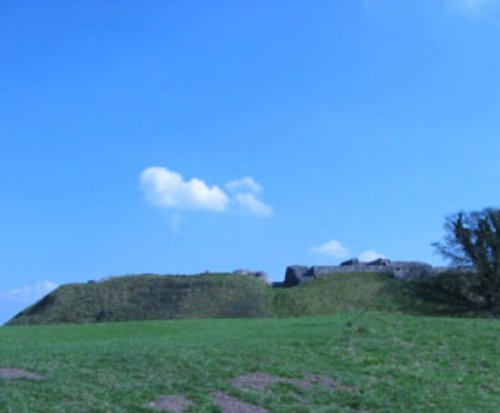
Los restos del castillo, 2005.

Los restos arqueológicos indican que el lugar fue ocupado desde el Neolítico alrededor del 3000 a. C. Hay evidencias de que la colina fue ocupada por cazadores, primero, y más tarde por agricultores. Se construyó un fuerte en la colina que protegía la zona y fue construida por la población local durante la Edad de Hierro alrededor del año 500 a. C. que habitaron la colina por su capacidad defensiva.
Numerosas fortificaciones han sido encontradas en el mismo periodo en la zona, incluyendo el Figsbury Ring en el este y el Campo de Vespasiano en el norte. El arqueólogo Sir R.C. Hoare describió Old Sarum como "una ciudad de un periodo remoto con muchos túmulos cerca de ella y con dos grandes piedras circulares alrededor, como son Stonehenge y Avebury."
Los romanos, que ocuparon las islas británicas entre el 43 y el 410, crearon en el sitio una estación militar, estratégicamente situada cerca de la convergencia de cinco importantes rutas. El fuerte de la colina fue marcado en los mapas romanos con el nombre de Sorviodunum.